# Dr. Mario: Miracle Cure
Dr. Mario: Miracle Cure (Dr. MARIO ギャクテン！特効薬 & 細菌撲滅, Dr. Mario Gyakuten! Tokkōyaku & Saikin Bokumetsu) est un jeu vidéo de puzzle développé par Arika et édité par Nintendo, sorti en 2015 sur Nintendo 3DS.

## Accueil
- GameSpot : 7/10[1]